# Richard Laine
Richard Laine (2 aprile 1989) è un giocatore di football americano finlandese che gioca come guardia per gli Helsinki Roosters.